# Neue Kakteen, Jagden, Arten, Kultur
Neue Kakteen, Jagden, Arten, Kultur (abreviado Neue Kakteen) es un libro con ilustraciones y descripciones botánicas que fue escrito por el horticultor y cactólogo aficionado alemán Curt Backeberg y publicado en Berlín en el año 1931 con el nombre de Neue Kakteen, Jagden, Arten, Kultur ... Der Abschnitt "Neue Kakteen" bearbeitet und zusammengestellt vond Dr. R. E. Werdermann. 